# رنه کلر
رنه کلر (به فرانسوی: René Clair)‏ (۱۱ نوامبر ۱۸۹۸–۱۵ مارس۱۹۸۱) فیلم ساز برجسته اهل فرانسه بود.

## زندگی‌نامه
او در پاریس به دنیا آمد و در محله لزال بزرگ شد و در مدرسه‌های مونتانی و لویی کبیر تحصیل کرد. در طی جنگ جهانی اول، او به عنوان راننده آمبولانس خدمت می‌کرد. پس از جنگ، او به عنوان یک روزنامه‌نگار حرفه‌ای با نام مستعار رنه دسپره (René Desprès) شروع به فعالیت نمود. وی همچنین اولین حضور خود در سینما را به عنوان یک بازیگر تجربه کرد و ضمناً دستیار ژاک دو بارونچلی و هنری دیامانت-برژه شد.
در سال ۱۹۲۴ رنه کلر نخستین فیلم‌های خود را ساخت: آنتراکت (به فرانسوی: Entracte) و پاریس خفته (به فرانسوی: Paris qui dort) که هر دو به سرعت و پی در پی، مورد توجه واقع شدند. در طی جنگ جهانی دوم، او به هالیوود رفت و توسط دولت ویشی فرانسه از حق شهروندی خود در فرانسه محروم گردید.
در سال ۱۹۵۳ به وی یک دکترای افتخاری از جانب دانشگاه کمبریج اعطا شد و همچنین در همین سال وی جایزه بزرگ سینمای فرانسه (Grand Prix du Cinéma Français) را دریافت نمود. وی در سال ۱۹۶۰ به عضویت در آکادمی فرانسه انتخاب گردید.
رنه کلر تبدیل به مظهر و نشانهٔ سینمای فرانسه شده‌است و جوایز اعطا شده به فیلم‌ها توسط آکادمی فرانسه، نام او را در بردارد.
رنه کلر فیلمسازی خود را، قبل از ظهور صدا در فیلم‌ها آغاز نمود، و به همین دلیل گرچه او نقطه نظرات بسیار متناقضی در مورد کاربردهای صدا در فیلم داشت اما نهایتاً به خاطر حصول موفقیت‌های مالی در فیلم‌هایش، ناچار به استفاده از صدا در این فیلم‌ها گردید. با این حال، کلر به جای اینکه همچون دیگر کارگردانان فرانسوی به ساخت فیلم‌هایی با ساختار تئاترگونه بپردازد، از صدا به منظور ارائهٔ روایتی جدید و هدایت کردن مخاطب به سمت واقعیتی متفاوت بهره می‌گرفت.
یکی از فیلم‌های قابل توجه او، فیلم آزادی مال ماست (به فرانسوی: À Nous la Liberté) به جنجال‌ها و اختلاف نظرهایی که عصر مدرن در برخواهد داشت، رهنمون می‌شود.

## سالشمار زندگی
- ۱۸۹۸: تولد در پاریس.
- ۱۹۱۷: داوطلبانه به جبهه رفت و بیمار مرخص شد.
- ۱۹۱۹: فعالیت به عنوان هنرپیشه (از جمله در چند فیلم از لویی فویاد)
- ۱۹۲۲: فعالیت به عنوان دستیار کارگردان.
- ۱۹۲۲ تا ۱۹۲۴: فعالیت به عنوان تدوین‌کننده فیلم.
- ۱۹۲۴: ساخت اولین فیلم.
- ۱۹۳۵ تا ۱۹۳۸: در انگلستان برای کوردا، «روح به غرب می‌رود» را می‌سازد.
- ۱۹۳۹: ساخت فیلم «هوای تازه» در فرانسه، که به دلیل جنگ ناتمام می‌ماند.
- ۱۹۴۰ تا ۱۹۴۵: ساخت چهار فیلم در هالیوود
- ۱۹۵۱: نوشتن کتاب «پس از تعمق»
- ۱۹۶۰: عضویت در آکادمی فرانسه
- ۱۹۷۰: نوشتن کتاب «سینمای دیروز، سینمای امروز»
- ۱۹۷۰: نوشتن سه داستان بلند
- ۱۹۸۱: درگذشت در سن ۸۳ سالگی.

## فیلم‌شناسی
- پاریس خفته(۱۹۲۴)
- آنتراکت (۱۹۲۴)
- روح مولن روژ(۱۹۲۴)
- سفر خیالی(۱۹۲۵)
- طعمه باد(۱۹۲۶)
- کلاه حصیری ایتالیایی(۱۹۲۷)
- برج(۱۹۲۸)
- دو کم‌رو(۱۹۲۸)
- زیر بام‌های پاریس (۱۹۳۰)
- میلیون(۱۹۳۱)
- آزادی مال ماست(۱۹۳۱)
- چهارده ژوئیه(۱۹۳۲)
- آخرین میلیاردر(۱۹۳۴)
- روح به غرب می‌رود(۱۹۳۵)
- اخبار جعلی(۱۹۳۷)
- هوای تازه(۱۹۳۹)
- شعلهٔ نیواورلئان(۱۹۴۱)
- برای همیشه و یک روز(۱۹۴۲)
- من با یک جادوگر ازدواج کردم(۱۹۴۲)
- فردا اتفاق افتاد(۱۹۴۳)
- و بعد هیچ نمانده بود (۱۹۴۵) [نام دیگر: ده سیاه کوچک]
- سکوت طلاست(۱۹۴۷)
- زیبایی شیطان(۱۹۴۹)
- گل‌های شب(۱۹۵۲) [در تهران با عنوان: رؤیای شیرین نمایش داده شده‌است]
- مانورهای بزرگ(۱۹۵۵)
- پورت دلیلا (۱۹۵۷) [در تهران با عنوان: دروازهٔ گل‌ها نمایش داده شده‌است]
- دختر فرانسوی و عشق(۱۹۶۰) [فصل «ازدواج» در این فیلم توسط کلر ساخته شده‌است]
- تمام طلای دنیا(۱۹۶۲)
- چهار حقیقت(۱۹۶۲) [فصل «دو ساده لوح» در این فیلم توسط کلر ساخته شده‌است]
- جشن‌های شاد(۱۹۶۵)